# Mihovil Nakić
Mihovil Nakić-Vojnović (Dernis, 31 luglio 1955) è un ex cestista, allenatore di pallacanestro e dirigente sportivo jugoslavo, dal 1991 croato.

## Carriera
Con la Jugoslavia ha disputato due edizioni dei Giochi olimpici (Mosca 1980, Los Angeles 1984) e due dei Campionati europei (1979, 1985).
Dal 1999 al 2011 è stato direttore sportivo del KK Cibona.

## Palmarès

### Giocatore
- YUBA liga: 3

Cibona Zagabria: 1981-82, 1983-84, 1984-85
- Coppa di Jugoslavia: 6

Cibona Zagabria: 1980, 1981, 1982, 1983, 1985, 1986
- Coppa dei Campioni: 2

Cibona Zagabria: 1984-85, 1985-86
- Coppa delle Coppe: 2

Cibona Zagabria: 1981-82, 1986-87

### Allenatore
- Campionato croato: 1

Cibona Zagabria: 1997-1998